# کلیموفسکایا (شهرستان کونوشسکی، استان آرخانگلسک)
کلیموفسکایا (به لاتین: Klimovskaya) یک منطقهٔ مسکونی در روسیه است که در استان آرخانگلسک واقع شده‌است.